# تفتاشت
تفتاشت هي قرية شبه حضرية في إقليم الصويرة، بجهة مراكش تانسيفت الحوز، المغرب . وفقا لتعداد عام 2004 يبلغ عدد سكانها 1.174.

## هوامش
1. 1 2 3  المندوبية السامية للتخطيط (المحرر)، الإحصاء العام للسكان والسكنى لسنة 2014، QID:Q19599909
2. ↑  المندوبية السامية للتخطيط (المحرر)، الإحصاء العام للسكان والسكنى لسنة 2024 (ط. 7th)، QID:Q109658514
3. ↑   http://rgph2014.hcp.ma/file/166326/. {{استشهاد ويب}}: |url= بحاجة لعنوان (مساعدة) والوسيط |title= غير موجود أو فارغ (من ويكي بيانات) (مساعدة)
4. ↑  GeoNames (بالإنجليزية), 2005, QID:Q830106
5. ↑  "World Gazetteer". مؤرشف من الأصل في 2020-03-28.